# ニュルンベルク諸原則
ニュルンベルク諸原則(英語: Nuremberg principles)とは、国際連合の機関である国際法委員会(ILC)がニュルンベルク裁判で確認された戦争犯罪に関する法原則を、成文化してできた諸原則のことである。

## 成立までの経緯
1946年12月11日に国連総会は総会決議95(Ⅰ)を全会一致で採択したことにより、ニュルンベルク憲章およびニュルンベルク裁判の判決で認められた国際法の原則が確認された。
1947年11月21日、国連総会は決議177（II）を採択し、国際法委員会(ILC)に対してこれらの諸原則の明文化を委託した。1950年7月29日、国連総会でILCが明文化した7つの諸原則を採択した。

## 諸原則の内容
- 原則1

国際法上の犯罪行為を行った者は、その責任を負い、処罰が課せられる。
- 原則2

国内法の刑罰に違反して無くても、国際法上の犯罪行為を行った者は国際法による処罰が課せられる。
- 原則3

国際法上の犯罪行為を犯した人物が、国家元首または高位の政府職員であっても、国際法上の責任から免除されない。
- 原則4

政府または上官の命令に従って行動したとしても、その者が道徳的な選択が可能であった場合、国際法の責任は免除されない。
- 原則5

国際法の犯罪行為で起訴された者はいかなる人も、事実と法に基づく公正な裁判を受ける権利を有する。
- 原則6

以下に定める犯罪は、国際法上の犯罪として処罰される。
（a）平和に対する罪
（b）戦争犯罪
（c）人道に対する罪
- 原則7

原則6に規定されている平和に対する罪、戦争犯罪、または人道に対する罪は、国際法上の犯罪である。